# 2025年中華民國全國性公民投票
中華民國將於2025年8月23日舉行全國性公民投票，此次公投為核三延役公投，僅有一案，本次公投18歲即有公民投票權。
在中國國民黨和台灣民眾黨的支持下，立法院審議了四項公投提案。關於第三核能發電廠（核三）第二機組除役的提案已獲得中央選舉委員會的核准。

## 公投案主文
|  | 您是否同意第三核能發電廠經主管機關同意確認無安全疑慮後，繼續運轉? |

## 背景

自1985年開始，低碳能源發電的比例僅微幅上升。大部分再生能源的部署受核能發電佔比的下降而整體受到影響。橘色：化石燃料（Fossil Fuels），紫紅色：核能（Nuclear），綠色：再生能源（Renewables）

2025年3月初，國民黨開始考慮提出公民投票提案以反制大罷免，起初考慮的議題包括死刑（憲法法庭曾對該議題釋憲）以及軍事法庭重啟；後者因總統賴清德認為中华人民共和国滲透行動日益嚴重而重新啟用軍事審判制度。
2025年3月17日，國民黨開始推動兩項公投案，分別為「反對廢除死刑」與「反對戒嚴」，這兩項提案皆未經立法院委員會審查便逕付二讀。此舉引發民進黨立法院黨團幹事長吳思瑤抨擊，指稱國民黨和民眾黨以「夜襲」方式強行通過法案，民進黨立委隨即在議場發動靜坐抗議。隨後中央選舉委員會表示，有關議題「需要多元觀點的集體審議與檢視」。
儘管民進黨立委持續抗議，兩項提案仍被正式排入2025年5月16日的立法院議程，其中有關死刑的公投案在未經委員會審查的情況下通過，而有關戒嚴的公投提案則延後一週表決。
2025年4月18日，民眾黨提出兩項公投案，在與國民黨的合作下亦未經委員會審查即通過二讀。第一項主張推行國內不在籍電子投票，但民進黨指民眾黨對不在籍投票、移轉投票機制的定義模糊不清；行政院院長卓榮泰表示，國內部分的移轉投票可以討論，但必須是全國性選舉，若是一個地方選舉中全國都在移轉投票會造成很大困擾，至於海外不在籍電子投票「完全不可行，有被中國操弄的風險」。另一項則是有關核三廠第二機組除役的公投案。
2025年5月13日，立法院通過延長現有核電廠運轉年限20年的法案，總統賴清德表示重啟核二、核三廠機組需經實質審查程序而反對此案；該機組於2025年5月17日正式關閉，核三重啟公投案則於該機組除役3日後在立法院內通過。
2025年5月23日，國民黨宣布有關不在籍投票和戒嚴的公投提案未能在法定期限內完成立法程序，無法在8月的投票日舉行。

## 排程

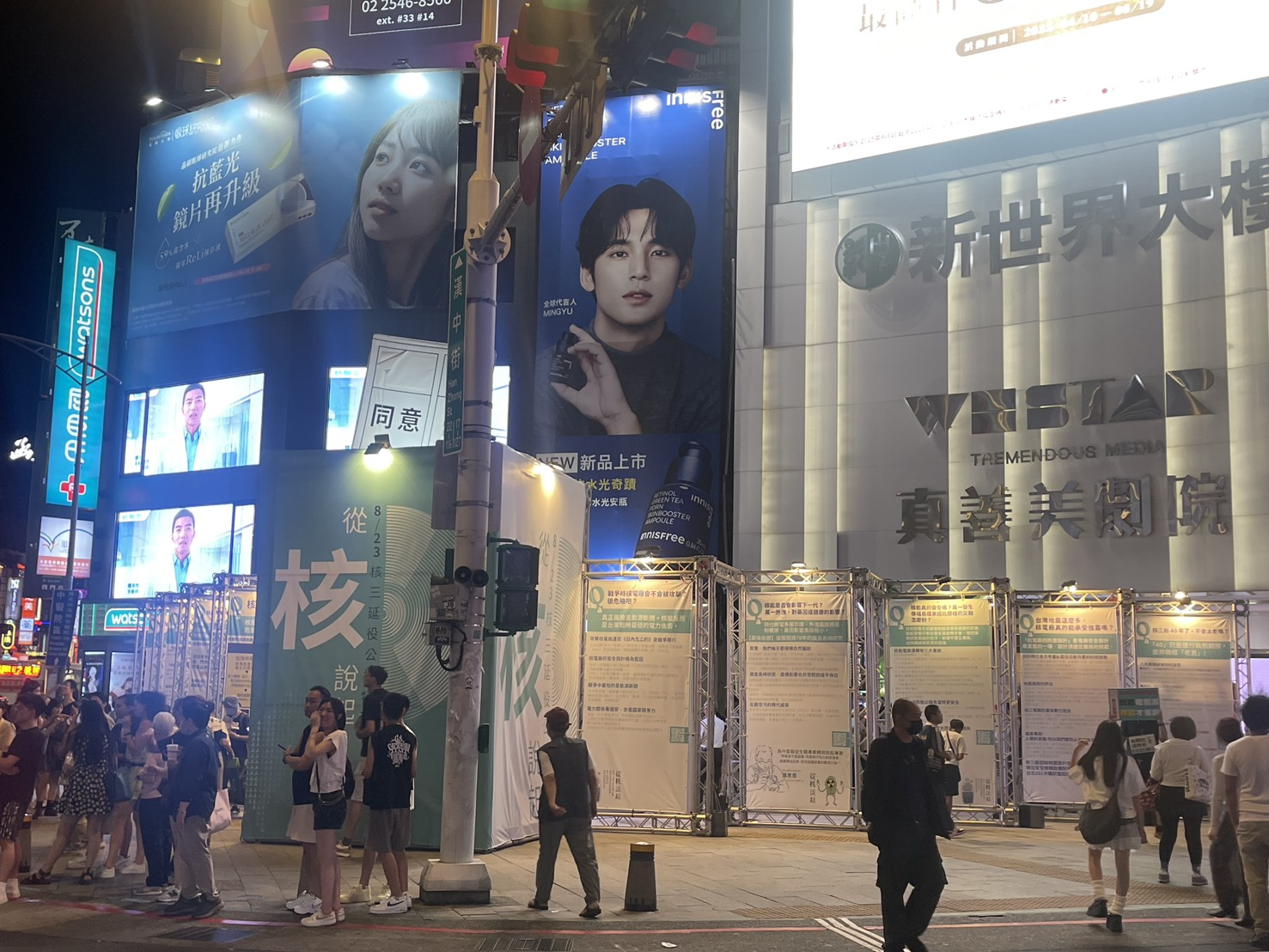
位於西門捷運站的823核三延役公投特展。

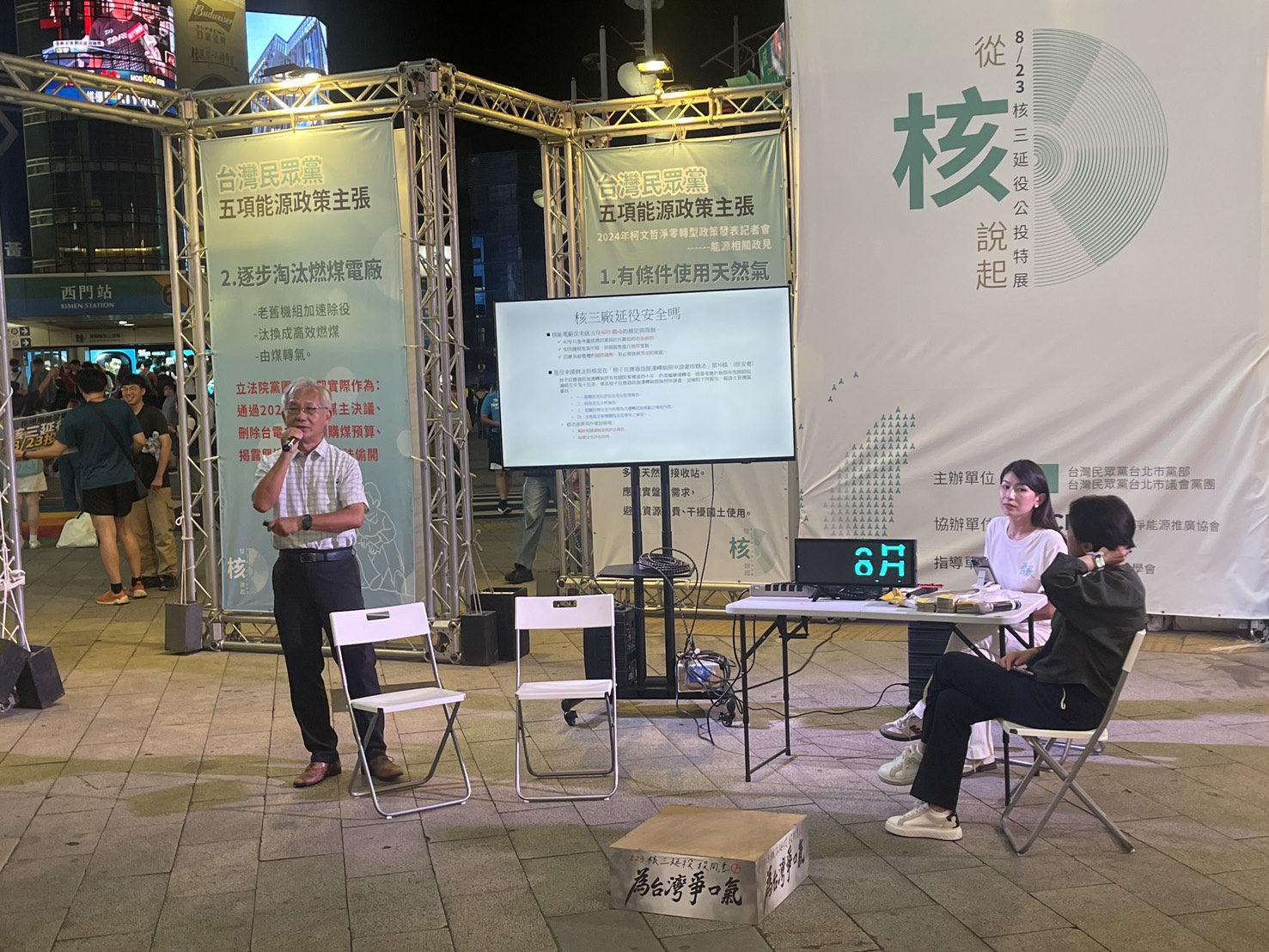
823核三延役公投特展演講過程，左方為主講人核三廠前廠長張學植。

中央選舉委員會於2025年5月23日駁回死刑公投提案、核准核三重啟公投案，並排定於2025年8月23日舉行公投。

### 意見發表會
針對核三重啟公投案，在8月7日、8月9日、8月11日、8月13日及8月15日舉辦5場意見發表會。
| 正方代表（立法院）                         | 正方代表（立法院）             | 正方代表（立法院） |
| 名字                                       | 頭銜                           | 備註               |
| ------------------------------------------ | ------------------------------ | ------------------ |
| 童子賢                                     | 和碩聯合科技公司董事長         |                    |
| 黃國昌                                     | 台灣民眾黨立法委員             |                    |
| 葉宗洸                                     | 國立清華大學教授               |                    |
| 翁曉玲                                     | 中國國民黨立法委員             |                    |
| 黃士修                                     | 核能流言終結者創辦人           |                    |
| 反方代表（行政院或設立辦事處的反對意見者） |                                |                    |
| 名字                                       | 頭銜                           | 備註               |
| 林子倫                                     | 行政院能源減碳辦公室副執行長   |                    |
| 曾文生                                     | 台灣電力公司董事長             |                    |
| 甘崇緯                                     | 台灣綠黨共同召集人             |                    |
| 吳亞昕                                     | 親子共學暖暖蛇共學團自學畢業生 |                    |
| 莊瑞雄                                     | 民主進步黨立法委員             |                    |

意見發表會細節。
- 第一場: 8月7日

芬蘭奥尔基洛托核电站正在興建中的深地質處置庫示意圖。

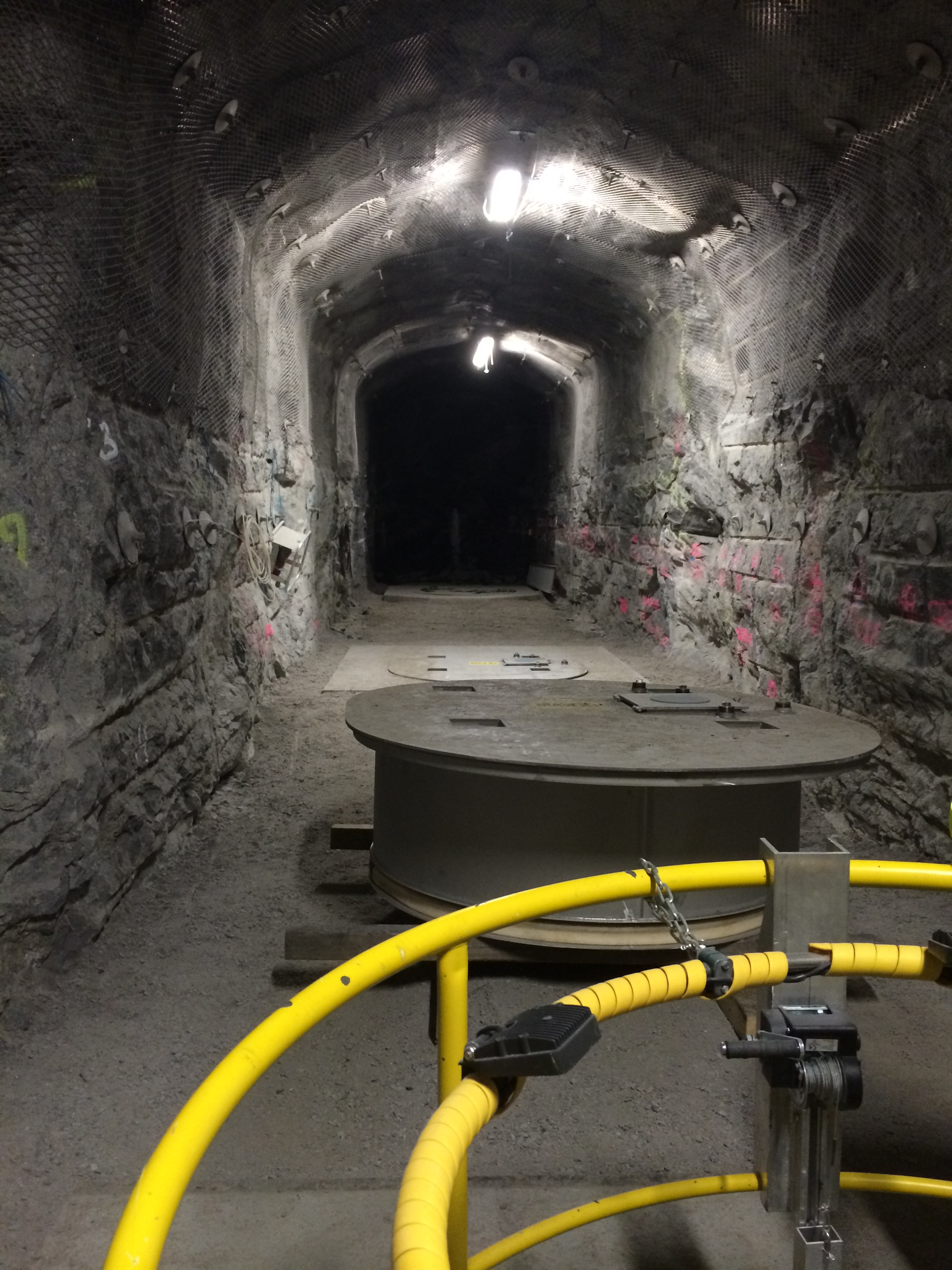
芬蘭奥尔基洛托核电站深地質處置庫的示範隧道。

  - 正方：葉宗洸：「沒有核電廠因地震毀損」，主張核電仍安全可用，不用以恐震為由。
  - 反方：曾文生：「應先經科學檢驗再公投」，強調科學評估的重要性，不應草率公投。

- 第二場: 8月9日
  - 正方：翁曉玲：「核三供電是『救命電』」，強調延役保障緊急及穩定供電。
  - 反方：林子倫：「核三延役如同讓40年老車上路」，擔憂安全及風險成本。

- 第三場: 8月11日
  - 正方：黃士修：「福島核災未釀死亡及癌症」，減少對核災恐懼的過度放大。
  - 反方：甘崇緯：指出核三「高風險老舊」、「位於活動斷層」，提倡能源轉型替代。

- 第四場: 8月13日
  - 正方：黃國昌：核能是能源安全與國安基礎，提出「深地質處置」（DBD）技術，意圖解決核廢處置難題；批「不用核電是最大國安破口」。
  - 反方：吳亞昕：「核廢料風險不應留給下一代」，強調世代正義。

- 第五場: 8月15日
  - 正方：童子賢：「任何『不排碳電力』都珍貴」，強調核能與綠能共存，維持低碳又穩定供電。
  - 反方：莊瑞雄：「全世界沒有核電廠重啟紀錄」，重啟並非可參考模式。

| 面向     | 正方（主張延役）                                                                                        | 反方（反對延役）                                                                                                |
| -------- | --- | --- |
| 能源安全 | 延役確保基載電力，避免跳電與供電不足。核三機組年供電量可佔全台 7–8%，2021 停機測試時南部電網壓力增加。  | 可用再生能源、儲能與需求管理替代。台電統計 2023 年太陽能裝置容量已超過核三發電量，尖峰時可滿足 15–20%電力需求。 |
| 核安風險 | 台灣核電廠設計已強化抗震防海嘯。原能會與 IAEA 曾進行安全檢測，核三通過多項壓力測試。                    | 核三位於恆春半島，鄰近活動斷層且已運轉 40 年。國際經驗顯示老舊反應爐事故率提升，美國 NRC 對延役採嚴格條件審查。 |
| 核廢處理 | 可用「深層地質處置（DBD）」等新技術解決。瑞典、芬蘭已開始建造永久處置場，技術路線成熟。                 | 台灣地質條件特殊，迄今無最終處置場。低放射性廢棄物仍存放蘭嶼，最終解決遙遙無期，恐成世代負擔。                  |
| 國家戰略 | 缺電削弱產業與國防，放棄核電等於增加對中依賴。台灣半導體需穩定電力，國際能源署 (IEA) 建議分散能源來源。 | 推核能等於拖延再生能源轉型，可能錯失能源自主契機。歐盟、日本均大幅投資風光與氫能，降低對核電依賴。              |
| 成本效益 | 延役成本遠低於新建燃氣或儲能。學者估核三延役成本僅數百億元，對比新建燃氣電廠需千億元以上。              | 老舊反應爐維修、保險與安全升級成本極高。美國核電廠延役平均需 10–20 億美元，且停機風險仍存。                     |
| 價值觀   | 不延役將造成缺電與碳排放增加，反而害到下一代。                                                          | 核廢料未解決，才是真正留給下一代的風險與負擔。                                                                  |

### 宣導活動
正方：民眾黨舉辦多場「公投講座」，舉辦車掃，邀請專家學者連署支持核三延役，共有和碩董事長童子賢、前交通部長賀陳旦、國民黨立委翁曉玲等等人出席。國民黨舉辦多場「公投講座」，還有「新核能時代」的放映，在網路上傳「萊爾校長」影片，呼籲挺核。
反方：屏東、高雄、台南公民團體舉辦晚會，強調核三廠危險性。環盟在台北遊行宣導投不同意票。

## 民意調查
| 執行單位       | 調查日期 | 調查方法        | 樣本數目 | 同意  | 不同意 | 沒意見/不知道/未決定/拒絕回答 |
| 台灣民意基金會 | 8/4-8/6  | 市話70%+手機30% | 1079     | 66.4% | 22.1%  | 11.5%                         |
| 風傳媒         | 8/1-8/4  | 市話+電話       | 1068     | 58.7% | 21.6%  | 19.7%                         |
| TVBS           | 8/1-8/8  | 市話+電話       | 1044     | 65%   | 23%    | 12%                           |

## 各政黨及民間團體立場

### 支持
- 政黨：中國國民黨、台灣民眾黨

### 反對
- 政黨：民主進步黨、台灣綠黨、時代力量、台灣基進、小民參政歐巴桑聯盟[44]
- 團體：台灣親子共學教育促進會、台灣國際家庭互助協會[45][46]、台灣野蠻心足生態協會[47]、守護外木山行動小組[48]、工作傷害受害人協會[49]、綠色公民行動聯盟、台灣環境保護聯盟、地球公民基金會、台灣人權促進會、環境法律人協會[50]

## 各界看法與爭議
- 2025年7月11日，中央選舉委員會說辦理此公投恐怕花費11億，但罷免每案最多才1600萬元至2000萬元[51]。
- 2025年8月11日， 中選會第三場發表會，正方黃士修，反方台灣綠黨共同召集人甘崇緯。黃士修認為反方質疑美國處理核廢料技術，直言：「要對方回家多讀書，不要搞什麼『綠社基巴力量』」[52]，並且向五位反方提出辯論內容[53]。
- 2025年8月12日，經濟部長郭智輝受國民黨立委蘇清泉質詢時，提到恆春居民有75%同意延役，郭智輝說：「你把敦親睦鄰費拿掉，你看他要不要支持？」13日屏東縣長周春米透過臉書說明：「請部長將心比心」。郭智輝接受媒體詢問時，反問：「你認為這是失言嗎？」[54]。
- 2025年8月13日，中華民國總統賴清德發表立場，核能要基於「核安無虞」、「核廢有解」，以及「社會共識」3個原則，認為公投風險很大：「823公投我會去投票，我們一起投下不同意票」。[55]。
- 2025年8月18日，民進黨臉書粉專刊出許多反核文宣圖卡，其中說明：「日本志賀二號機在2024年能登半島大地震後，重啟增添變數」，但日本能源記者 Kosuke Ebi 在該文底下回應日本核能政策：「日本政府在2025年內閣會議決定為了減碳、電力需求，要最大限度活用核能」[56]。
- 2025年8月20日，前民進黨台北市黨部副執行長陳聖文到蘭嶼低放射性核廢料貯存場取回瓶裝水，帶到國民黨中央黨部，跟他們說：「紙上談核」。而國民黨發言人楊智伃當場直接喝下瓶裝水，並說：「無聊至極！別只會作秀！」，雙方發生爭議[57]。